# Lake Rotokawau (Northland, Karikari Peninsula)
Der Lake Rotokawau ist ein See im Far North District in der Region Northland auf der Nordinsel von Neuseeland.

## Geographie
Der Lake Rotokawau befindet sich am nordwestlichen Ende der Karikari Peninsula, knapp einen Kilometer nordöstlich der kleinen Siedlung Rangiputa, die sich an der Ostseite des Eingangs zum Rangaunu Harbour befindet. Der See, der über eine Ost-West-Ausrichtung verfügt und rund 700 m vom nördlich liegenden Strand des Puwheke Beach und der Rangaunu Bay entfernt liegt, umfasst eine Fläche von 68,3 Hektar, bei einem Seeumfang von rund 3,6 km. Die Länge beträgt rund 1,1 km und die maximale Breite rund 750 m.
Ein kleiner Bach trägt ein wenig Wasser von der südwestlichen Seite her zum See bei. Ein Abfluss des Sees ist nicht zu erkennen.